# Пожарское (Ярославская область)
Пожа́рское — село в Переславском районе Ярославской области.

## История
В 1585 году село Пожарское и деревня Климово приложены князем Иваном Михайловичем Глинским в Троице-Сергиев монастырь. Церковь в Пожарском существовала уже в то время, когда оно было передано Троице-Сергиеву монастырю; это была церковь в честь Покрова Пресвятой Богородицы с приделом в честь Рождества Иоанна Предтечи. В 1769 году здесь построена новая деревянная церковь также в честь Покрова Пресвятой Богородицы.
В 1813 году вместо деревянной церкви построен каменный храм. Престолов в этом храме два: в холодном в честь Покрова Пресвятой Богородицы, в приделе тёплом во имя святого Николая Чудотворца.
В селе Пожарском была школа грамоты.